# Ghilarovizetes rostralis
Ghilarovizetes rostralis är en kvalsterart som beskrevs av Shaldybina 1969. Ghilarovizetes rostralis ingår i släktet Ghilarovizetes och familjen Ceratozetidae. Inga underarter finns listade i Catalogue of Life.